# Primelephas
Primelephas var ett släkte i ordningen elefantdjur och den egentliga stamfadern till dagens nu levande elefanter men också den utdöda mammuten.  
Den levde för ca 5 miljoner år sedan och kom från Centralafrikas skogsområden. Till skillnad från Primelephas föregångare hade den välutvecklade betar, längre ben och rakare hållning. Storleksmässigt går den att jämföra med den nu levande asiatiska elefanten med sin axelhöjd på ca 3 meter. Primelephas var växtätare. 
Man har hittat väldigt få fossila lämningar av djuret, men ett av de viktigaste fynden återfanns i Centralafrika, och det var då det blev möjligt att mäta åldern och storleken på djuret. Att Primelephas levde i skogsområden bör ses enbart som en spekulation då man inte alls med säkerhet vet om det verkligen stämmer. Men mycket talar för det, sett till djurets storlek och anatomi. Vilka fiender Primelephas hade är idag inte kartlagt.